# Ron Johnson (giocatore di football americano)
Ronald J. Johnson (Monterey, 21 settembre 1958) è un ex giocatore di football americano canadese che ha militato nel ruolo di wide receiver nella Canadian Football League (CFL), nella United States Football League (USFL) e nella National Football League (NFL).

## Carriera
Nel Draft NFL 1981, Johnson fu scelto nel corso del settimo giro (170º assoluto) dai Seattle Seahawks. Non scese tuttavia mai in campo con la squadra ma debuttò come professionista l'anno successivo con gli Hamilton Tiger-Cats della CFL, con cui rimase fino al 1984. Dopo una parentesi con i Portland Breakers della USFL nel 1985, debuttò nella NFL con i Philadelphia Eagles nello stesso anno. Con essi disputò le ultime quattro stagioni della carriera, scendendo in campo in 47 partite nella massima lega e segnando 4 touchdown.